# Nikolai Alekséievitx Titov (fill)
Nikolai Alekséievitx Titov, rus: Николай Алексеевич Титов (Sant Petersburg, 10 de maig de 1800 - 12 de desembre de 1875) fou un compositor rus, era fill i nebot respectivament dels també compositors Aleksei i Serguei.
Com el seu pare, seguí la carrera militar, però assolí més popularitat que aquell en la música, ja que fou el creador del lied rus i el primer que va escriure, quan només comptava vint anys, El pi solitari, que s'estengué per tot el país.
També les seves danses i les seves marxes es feren populars a Rússia.